# Factor von Willebrand

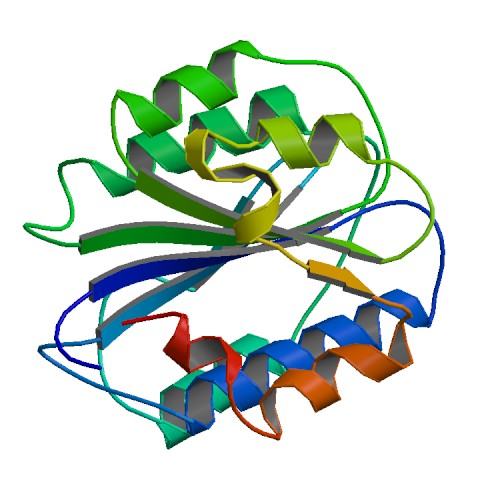
Structura terțiară

Factorul von Willebrand (FvW) este o glicoproteină plasmatică sintetizată de celulele endoteliale și megacariocite, care circulă în sânge și se atașează la suprafețele endoteliale lezate facilitând aderența trombocitelor și joacă, în plus, rolul de transportor plasmatic al factorului VIII, de care se leagă necovalent. Rolul său fiziologic este de importanță majoră în hemostaza normală. Deficitul său congenital determină o anomalie mixtă a hemostazei, prin alterarea atât a hemostazei primare, cât și a celei secundare, numită boala von Willebrand, care se caracterizează prin hemoragii cutanate și a mucoasei superficiale, tendință la hematoame și sângerări accidentale prelungite. Factorul von Willebrand a fost numit în cinstea lui Erik Adolf von Willebrand⁠(d)(1870-1949), medic finlandez, profesor la Helsingfors.